# Фомін Петро Іванович (фізик)
Петро Іванович Фомін (рос. Фомин Пётр Иванович; нар. 20 червня 1930 р., с. Жихарєво, Центрально-Чорноземна область, Орловський округ (Орловська область), РРФСР, СРСР — пом.5 жовтня 2011 р.) — професор, доктор фізико-математичних наук, член-кореспондент НАН України, Заслужений діяч науки України, лауреат Державної премії України у галузі науки і техніки та премії ім. М. П. Барабашова НАН України, премії НАН України імені Д. В. Волкова (2012); головний науковий співробітник відділу астрофізики і елементарних частинок Інституту теоретичної фізики ім. М. М. Боголюбова НАН України, видатний фізик-теоретик у галузі астрофізики, квантової теорії поля та фізики елементарних частинок.

## Життєпис
Закінчив Харківський державний університет в 1953 році. Поступив до аспірантури цього ж університету, де працював під науковим керівництвом всесвітньо відомого фізика-теоретика академіка Олександра Ілліча Ахієзера.
З 1957 року П. І. Фомін працював у Харківському фізико-технічному інституті, де захистив кандидатську та докторську дисертації. З 1972 року працював у Інституті теоретичної фізики в м. Києві.
У 1990 році П. І. Фомін обраний членом-кореспондентом НАН України.

## Творчий доробок
П. І. Фомін — автором широковідомих фундаментальних праць з квантової теорії поля та теорії елементарних частинок, астрофізики та космології, в яких висунуто ряд глибоких фізичних ідей і одержано визначні результати.
Праці П. І. Фоміна з фізики елементарних частинок та квантової теорії поля присвячені дослідженню структури фізичного вакууму та проявів його властивостей у різноманітних фізичних процесах. П. І. Фомін є автором понад 170 наукових праць. Його праці з квантової космології, релятивістської астрофізики та теорії елементарних частинок стали важливим внеском у розвиток цих галузей науки.

## Наукова школа
Серед його учнів п'ять докторів та 16 кандидатів наук (Вільчинський С. Й. та ін.), які плідно працюють як в Україні, так і за кордоном. Фомін Петро був президентом Українського гравітаційного товариства, Головним редактором «Вісника Астрономічної школи».